# Beziazíkovo
Beziazíkovo (en rus: Безъязыково) és un poble del krai de Krasnoiarsk, a Rússia, que en el cens del 2010 tenia 190 habitants. Pertany al districte de Balakhtà.